# Take a Look in the Mirror
Take a Look in the Mirror es el sexto álbum de estudio en la discografía de la banda californiana KoЯn. Lanzado el 21 de noviembre de 2003 por Epic Records e Immortal y producido esta vez por Jonathan Davis y los propios KoЯn.
En el folleto de este álbum, se pueden ver fotografías de los integrantes de korn, con su respectiva definición
El disco vuelve, tímidamente, a sus raíces raperas y nu metal de sus orígenes como en Play Me, donde colabora con el rapero Nas. Jonathan Davis no incluía una colaboración en sus discos desde Follow the Leader, cuando lo hizo por partida doble, con Fred Durst y Ice Cube.
Se incluyen los sencillos Did My Time (incluida también en la banda sonora de la película de Angelina Jolie, Lara Croft Tomb Raider: La cuna de la vida), Right Now, Y'All Want a Single y Everything I've Known. Como regalo a los fanes se encuentra al final de la pista When Will This End la versión de One, de Metallica, cantada en directo en el homenaje-tributo a Metallica en MTV.
Además, este álbum es el último en contar con la formación original de la banda, tras la partida de Brian "Head" Welch.

## Listado de canciones
Originalmente la canción "Alive" fue escrita por la antigua banda de Jonathan Davis, Sex Art.
1. Right Now (3:10)
2. Break Some Off (2:35)
3. Counting On Me (4:49)
4. Here It Comes Again (3:33)
5. Deep Inside (2:46)
6. Did My Time (4:04)
7. Everything I've Known (3:34)
8. Play Me (con Nas) (3:21)
9. Alive (4:30)
10. Let's Do This Now (3:18)
11. I'm Done (3:23)
12. Y'All Want a Single (3:17)
13. When Will This End (3:39)
14. One (Cover de Metallica) (4:29)

## Sencillos
1. Right Now
2. Did My Time
3. Y'All Want a Single
4. Everything I've Known

## Portada y contenido
El disco contiene una portada oscura, donde se puede ver un gran espejo de mesa de aspecto gótico, donde se puede ver también distintos tipos de copas y un cráneo de una cabra con una copa encima. La parte trasera del disco es de fondo negro con el listado de las canciones hechas con un estilo que nos recuerda a la parte trasera del Issues.
Para este disco se ha pensado en el detalle de incluir una hoja solo para la portada, y aparte un folleto separado, en el que está la palabra "skrapbook" en vez de la portada. Este diseño no se incluye en todas las versiones de este disco; hay otras versiones del mismo que, como cualquier otro disco original, solo contiene el folleto con la portada impresa en su primera página.
El folleto contiene, de la página 2 a la 15, collages de distintas fotos de la banda, en conciertos, en giras, en grabaciones de estudio o simplemente fotos de los integrantes de la banda; muchas de estas fotos contienen su debida descripción escrita a mano con letra blanca. Las páginas 14 y 15 no son exactamente fotos de los integrantes de la banda, sino son fotos de distintos pósteres, propagandas, sellos, stickers, imágenes de entradas de concierto, portadas y logotipos de la banda. Desde las páginas 16 hasta la 19 incluyen solamente el listado de canciones del disco, los integrantes de la banda y otros créditos, así como agradecimientos por parte de cada integrante de la banda.
El disco de este álbum es sencillo, solo contiene el logotipo de la banda y el título del álbum en letras blancas. Se puede apreciar también en la cara trasera de la hoja de la portada, una imagen del mismo espejo de la portada, pero en este se proyectan los rostros de los 5 integrantes de la banda.